# Iwao Ojima
Iwao Ojima (* 5. Juni 1945 in Yokohama, Präfektur Kanagawa, Japan) ist ein US-amerikanischer Chemiker japanischer Herkunft. Er ist verheiratet mit Yoko Ojima, einer berühmten Opernsängerin.

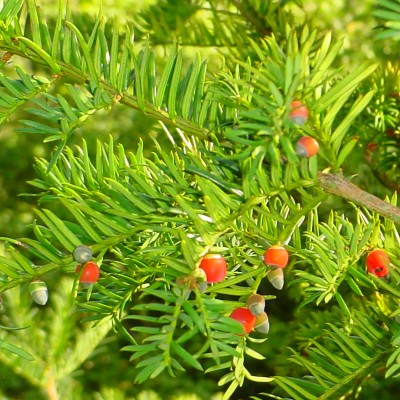
Die Nadeln der Europäischen Eibe (Taxus baccata) enthalten Baccatin III, woraus Paclitaxel nach dem Ojima-Holton-Verfahren synthetisiert werden kann.

Sein Arbeitsgebiet behandelt die Entdeckung und Entwicklung neuer Wirkstoffe für die Chemotherapie, vor allem durch Derivatisierung von Taxanen, sowie von neuen Anti-Thrombose- und Cardiovaskular-Wirkstoffen. Daneben entwickelt er neue Synthesewege für die organische und metallorganische Chemie und asymmetrische Heck-Reaktionen.
Herausragend in seinem Lebenswerk und bedeutend für die chemische Industrie ist die Entwicklung des Ojima-Holton-Verfahrens, das zur Derivatisierung von Taxanen verwendet wird, u. a. von Bristol-Myers Squibb.
Professor Ojima ist Arthur C. Cope-Scholar, trägt den Titel des Distinguished Professor und ist Direktor des Instituts für Biochemie und Wirkstoffentwicklung (Institute of Chemical Biology and Drug Discovery, ICB&DD) an der Stony Brook University. Für 2019 wurde ihm der Ernest Guenther Award zugesprochen.